# Augusto De Marsanich
Augusto De Marsanich, né le 13 avril 1893 à Rome et mort le 10 février 1973, est un homme politique d'extrême-droite et journaliste italien, représentant du Mouvement social italien dont il fut secrétaire général du 15 juin 1950 au 10 octobre 1954.

## Biographie
Né à Rome le 13 avril 1893 de l'union d'Adélaïde Piccinini et d'Enrico De Marsanich, fonctionnaire d'État qui a accédé aux plus hautes fonctions étatiques pendant le fascisme (il fut maire (podestà) de Viterbe), Augusto De Marsanich fut brièvement engagé dans le mouvement syndicaliste-révolutionnaire de Filippo Corridoni, interventionniste et sous-officier lors de la Première Guerre mondiale, participant également à la guerre d'Éthiopie.
Comme son père, Augusto fut adhérent du mouvement de Benito Mussolini depuis 1921, militant fasciste à Rome, en plus d'être fervent religieux. Sa sœur, Teresa Iginia (Gina) De Marsanich, mariée à Carlo Pincherle, de confession juive, était la mère d'Alberto Moravia
Élu député du PNF en 1929, il entame parallèlement à sa carrière politique une carrière de leader syndical en 1927 : il est en effet président de la Confédération fasciste des ouvriers du commerce (1929-1933). Journaliste, il a été directeur du Lavoro fascista . Il fut membre du Grand Conseil du fascisme de mai à décembre 1929.
Il est réélu à la Chambre en 1934, puis nommé sous-secrétaire au ministère des Communications (Postes et Télégraphes) de janvier 1935 à novembre 1939 et à la Marine marchande jusqu'en février 1943. À partir de 1939, il est conseiller national de la Chambre des Fasci et des Corporations.
Après les la chute du fascisme le 25 juillet et le 8 septembre 1943, il rejoint la République sociale italienne, au sein de laquelle il est nommé commissaire de la Banco di Roma par l'Institut pour la reconstruction industrielle (IRI) jusqu'au 25 mai 1944 et par la suite, commissaire d'Alfa Romeo.
Figure secondaire du régime fasciste et de la période républicaine, il a pris une importance considérable dans les événements politiques de l'après-guerre italien, ayant rejoint le Mouvement Social Italien (MSI) peu après sa constitution, De Marsanich. Lors du premier congrès du parti fin juin 1948 à Naples, il prononça la célèbre[réf. nécessaire] déclaration : « Ne pas renier et ne pas restaurer, en rejetant à la fois les revendications catégoriques et les condamnations sans discernement du passé... Lancer entre les générations, que le drame de la guerre civile a divisées, le pont de la concorde nationale et de la solidarité sociale. »[réf. nécessaire]

### Secrétaire du Mouvement Social Italien
Le 15 janvier 1950, lorsque le comité central du MSI mit en minorité le secrétaire du parti Giorgio Almirante, De Marsanich fut nommé secrétaire du MSI à sa place. Son ascension représenta un tournant évident, à l'auto-ghettoïsation suivant une politique d'inclusion astucieuse, dont les points significatifs ont été l'acceptation du Pacte atlantique, l'accord avec les monarchistes visant à la constitution d'une grande droite, la volonté déclarée de soutenir les Démocrates-Chrétiens (DC) dans des gouvernements qui ont fait de l’anticommunisme le premier point de leur programme et, en même temps, de l’ostentation d'une orthodoxie catholique visant la perspective ambitieuse d’un deuxième parti catholique en opposition à la DC.
Cette ligne politique a ouvert au MSI de larges perspectives, où sur le plan électoral, il a remporté la majorité dans de nombreuses villes du sud en s'associant au Parti National Monarchiste lors des élections administratives de 1951 et 1952. Ainsi, Naples, Avellino, Bénévent, Bari, Lecce, Foggia et Salerne furent gagnées. Le succès se confirma lors des élections parlementaires de 1953, au cours desquelles le MSI (qui aux élections de 1948 avait obtenu 526.670 voix, soit 2% et 6 sièges) emporta 1.580.293 voix, soit 5,85% et 29 sièges.
Du 26 au 28 juillet 1952, il organise à L'Aquila le IIIe Congrès national du mouvement social italien. Il est élu député en 1953 dans les circonscriptions de Rome et de L'Aquila.
Le 10 octobre 1954, pour des raisons de santé, Arturo Michelini lui succède comme secrétaire du parti à la demande répétée de De Marsanich lui-même, et il est nommé président. Avec Arturo Michelini, la continuité de la ligne politique était assurée et, sous sa direction, le MSI soutenait, parfois de manière décisive, divers gouvernements démocrates-chrétiens.

### Président du Mouvement Social Italien
Le 10 octobre 1954, il est nommé président du parti jusqu'en 1972, tout en occupant pendant quelques mois la présidence d'honneur du MSI-DN, la nouvelle formation née de l'union entre le MSI et les monarchistes.
Il fut réélu à la Chambre en 1958 et 1963.
Candidat lors de l'élection présidentielle de 1964, qui se termina par l'élection du social-démocrate Giuseppe Saragat, il fut investi par le MSI en et obtint un maximum de 41 voix, au 4e tour.
Aux élections politiques de 1968, il fut candidat et élu MSI au Sénat de la République, pour la circonscription du Latium, poste qu'il occupa jusqu'en 1972.
Il dmeurt à Rome le 9 février 1973.